# Romano Micelli
Romano Micelli (Basiliano, 24 febbraio 1940) è un ex calciatore italiano, di ruolo difensore.

## Carriera

### Club
Debuttò nel calcio professionistico nel 1959 tra le file del Monfalcone, in Serie C. L'anno successivo si trasferì al Messina, in Serie B, quindi nel 1961 passò ad un'altra società della serie cadetta, il Catanzaro, dove rimase per tre stagioni.
Nel 1964 venne acquistato dal Foggia, che era appena stato promosso per la prima volta in Serie A, categoria nella quale Micelli esordì alla prima giornata di campionato, il 13 settembre 1964, nella sconfitta per 3-1 sul campo della Fiorentina.
Dopo una stagione in Puglia si trasferì al Bologna, collezionando 28 presenze e 3 reti con la maglia dei felsinei, che in campionato si piazzarono al secondo posto alle spalle dell'Inter di Helenio Herrera.
Nel 1966 venne acquistato dal Napoli. Rimase in azzurro per tre stagioni, durante le quali lo spazio a sua disposizione si andò riducendo progressivamente. Nel 1969 si trasferì all'Arezzo, in Serie B, e due anni dopo al Lignano, tra i Dilettanti.

### Nazionale
Collezionò una presenza con la maglia della Nazionale maggiore italiana il 1º maggio 1965 in un'amichevole disputata a Firenze contro il Galles (4-1).

## Statistiche

### Cronologia presenze e reti in nazionale
| Cronologia completa delle presenze e delle reti in nazionale ― Italia | Cronologia completa delle presenze e delle reti in nazionale ― Italia | Cronologia completa delle presenze e delle reti in nazionale ― Italia | Cronologia completa delle presenze e delle reti in nazionale ― Italia | Cronologia completa delle presenze e delle reti in nazionale ― Italia | Cronologia completa delle presenze e delle reti in nazionale ― Italia | Cronologia completa delle presenze e delle reti in nazionale ― Italia | Cronologia completa delle presenze e delle reti in nazionale ― Italia |
| Data                                                                  | Città                                                                 | In casa                                                               | Risultato                                                             | Ospiti                                                                | Competizione                                                          | Reti                                                                  | Note                                                                  |
| --------------------------------------------------------------------- | --------------------------------------------------------------------- | --------------------------------------------------------------------- | --------------------------------------------------------------------- | --------------------------------------------------------------------- | --------------------------------------------------------------------- | --------------------------------------------------------------------- | --------------------------------------------------------------------- |
| 1-5-1965                                                              | Firenze                                                               | Italia                                                                | 4 – 1                                                                 | Galles                                                                | Amichevole                                                            | -                                                                     |                                                                       |
| Totale                                                                |                                                                       | Presenze                                                              | 1                                                                     |                                                                       | Reti                                                                  | 0                                                                     |                                                                       |